# Barbodes
Barbodes é um gênero de peixe actinopterígeo de pequeno a médio porte, nativos da Ásia tropical. A maioria das espécies são do Sudeste Asiático. Muitas espécies estão ameaçadas e algumas das Filipinas (Lago Lanao) já estão extintas. Um levantamento realizado em 1992 encontrou apenas três das espécies endêmicas de Barbodes, e apenas duas (Barbodes lindog e Barbodes tumba) foram encontradas em 2008. Vários membros deste gênero foram incluídos anteriormente em Puntius.

## Espécies
Existem atualmente 46 espécies reconhecidas neste gênero, das quais 15 são consideradas extintas e 2 consideradas possivelmente extintas:

- †Barbodes amarus Herre, 1924
- Barbodes aurotaeniatus (Tirant, 1885)
- Barbodes banksi (Herre, 1940)
- †Barbodes baoulan Herre, 1926
- Barbodes binotatus (Valenciennes, 1842))
- Barbodes bovanicus (F. Day, 1877)
- Barbodes bunau (Rachmatika, 2005)
- Barbodes cataractae (Fowler, 1934)
- †Barbodes clemensi Herre, 1924
- Barbodes colemani (Fowler, 1937)
- †Barbodes disa Herre, 1932
- Barbodes dorsimaculatus (C. G. E. Ahl, 1923)
- Barbodes dunckeri (C. G. E. Ahl, 1929)
- Barbodes everetti (Boulenger, 1894)
- †Barbodes flavifuscus Herre, 1924
- Barbodes hemictenus D. S. Jordan & R. E. Richardson, 1908
- †Barbodes herrei (Fowler, 1934)
- Barbodes ivis (Seale, 1910)
- Barbodes joaquinae (C. E. Wood, 1968)
- †Barbodes katolo Herre, 1924
- Barbodes kuchingensis (Herre, 1940)
- †Barbodes lanaoensis Herre, 1924
- Barbodes lateristriga (Valenciennes, 1842)
- Barbodes lindog Herre, 1924 (possivelmente extinto)
- †Barbodes manalak Herre, 1924
- Barbodes manguaoensis (A. L. Day, 1914)
- Barbodes microps (Günther, 1868)
- Barbodes montanoi (Sauvage, 1881)
- †Barbodes pachycheilus (Herre, 1924)
- †Barbodes palaemophagus (Herre, 1924)
- †Barbodes palata Herre, 1924
- Barbodes palavanensis (Boulenger, 1895)
- Barbodes polylepis J. X. Chen & D. J. Li, 1988
- Barbodes quinquemaculatus (Seale & B. A. Bean, 1907)
- †Barbodes resimus (Herre, 1924)
- Barbodes rhombeus (Kottelat, 2000)
- Barbodes semifasciolatus (Günther, 1868)
  - Barbodes semifasciolatus sachsii (Ahl, 1923)
- Barbodes sirang Herre, 1932 (possivelmente extinto)
- Barbodes snyderi Ōshima, 1919
- †Barbodes tras Herre, 1926
- †Barbodes truncatulus (Herre, 1924)
- Barbodes tumba Herre, 1924
- Barbodes umalii (C. E. Wood, 1968)
- Barbodes wynaadensis (F. Day, 1873)
- Barbodes xouthos (Kottelat & H. H. Tan, 2011)[5]

Nota sobre a lista de espécies: Kottelat 2013 afirma que Barbodes dorsimaculatus pode não ser referente a este gênero e considera-o como uma species inquirenda. Ele também sugere que Barbodes deve ser restrito a endemias do sudeste asiático e filipino e que as seguintes espécies do leste e sul da Ásia podem não ser referentes a este gênero: Barbodes bovanicus, Barbodes carnaticus, Barbodes elongatus, Barbodes polylepis e Barbodes wynaadensis. Como essas espécies estão fora da área geográfica de seu artigo, sua posição em Cyprinidae não é abordada.